# Izack Rodda
Pas d'image ? Cliquez ici

a Compétitions nationales et continentales officielles uniquement.

b Matchs officiels uniquement.
Dernière mise à jour le 26 octobre 2024.
Izack Rodda, né le 20 août 1996 à Lismore (Australie), est un joueur international australien de rugby à XV jouant au poste de deuxième ligne à Provence Rugby depuis 2024.

## Biographie

### Carrière en club
Izack Rodda commence sa carrière en 2014 avec le club amateur des Easts Tigers qui dispute le Queensland Premier Rugby (championnat de la province du Queensland).
En 2016, il est retenu avec l'équipe des Queensland Country pour disputer le NRC. Il remporte ce championnat en 2017.
En 2017, il fait ses débuts en Super Rugby avec la franchise des Queensland Reds. Grâce à son gros potentiel athlétique, il devient assez rapidement un joueur important de son équipe, reléguant notamment sur le banc le Wallaby Kane Douglas,.
En mai 2020, alors que le Super Rugby est interrompu par la pandémie de Covid-19, il refuse de baisser son salaire pour aider financièrement sa franchise, et rompt son contrat qui le liait la fédération australienne. Dans la foulée, il signe un contrat d'une saison avec le club français du Lyon OU en Top 14.
Après une saison en France, il fait son retour en Australie pour la saison 2022 de Super Rugby, avec la franchise de la Western Force.
Deux ans plus tard, il revient en France à partir de la saison 2024-2025 et s'engage avec Provence Rugby jusqu'en 2027. Le club évolue alors en Pro D2.

### Carrière internationale
Izack Rodda joue avec l'équipe d'Australie des moins de 20 ans lors du championnat du monde junior 2016
Il est sélectionné pour la première fois avec les Wallabies en juillet 2017 par le sélectionneur Michael Cheika, dans le cadre du Rugby Championship 2017,.
Il obtient sa première cape internationale avec l'équipe d'Australie le 26 août 2017 à l’occasion d’un match contre l'équipe de Nouvelle-Zélande à Dunedin.
En août 2019, il est sélectionné dans le groupe australien pour disputer la Coupe du monde au Japon.

## Palmarès
- Vainqueur du National Rugby Championship en 2017 avec Queensland Country.

## Statistiques
Au 14 février 2022, Izack Rodda compte 34 capes en équipe d'Australie, dont trente-et-une en tant que titulaire, depuis le 26 août 2017 contre l'équipe de Nouvelle-Zélande à Dunedin. Il a inscrit un essai (5 points).
Il participe à quatre éditions du Rugby Championship, en 2017, 2018, 2019 et 2021. Il dispute dix-huit rencontres dans cette compétition.